# 小泉陽一朗
小泉陽一朗（日语：こいずみ よういちろう，1989年10月26日—）是一名日本小說家。生於福島縣。2011年7月以長篇小說《ブレイク君コア》出道，該作獲得了第一屆星海社FICTIONS新人獎。

## 簡歷
武藏野美术大学毕业。2010年擔任主演的自主製作電影《世界グッドモーニング!!（導演：廣原曉）》獲得了第32屆皮亞電影節的PFF Award 2010的審查員特別獎。該作其後更獲得溫哥華國際電影節龍虎新人電影獎。亦正式入選柏林國際電影節論壇單元。
2011年7月以長篇小說《ブレイク君コア》出道。

## 作品列表

### 單行本
- 《ブレイク君コア》[1] （星海社FICTIONS、2011年7月、ISBN 978-4-06-138807-9） - 插畫：きぬてん（日语：きぬてん）
- 《夜跳ぶジャンクガール》（星海社FICTIONS、2011年11月、ISBN 978-4-06-138819-2） - 插畫：きぬてん
- 《ワニ》（星海社FICTIONS、2012年9月、ISBN 978-4-06-138835-2） - 插畫：きぬてん

### 短篇小說
- 《ならないリプライ》 - 星海社編集部編《星海社日曆小說2012》上卷（2012年7月）收錄
- 《絕對絕望葉隱》 - 遊戲《絕對絕望少女 槍彈辯駁Another Episode》附贈文字遊戲
- 《成為超偵探的方法：夜行＝菲利歐》 - 《超偵探事件簿 霧雨謎宮》預約特典。監修：小高和剛

### 漫畫
- 《槍彈辯駁害傳 殺人鬼殺手》（講談社KC Deluxe、2016年7月 - 2017年5月、全3巻）
  - 漫画：笹古みとも（日语：笹古みとも）、原作：Spike Chunsoft、劇本：小高和剛 / 小泉陽一朗

### 遊戲劇本
- 《超偵探事件簿 霧雨謎宮》（Spike Chunsoft、2023年6月） - 副劇本